# لاله نیلوفرآبی
لالهٔ نیلوفرآبی (نام علمی: Tulipa kaufmanniana) (به انگلیسی: Water-lily tulip) نام یکی از گونه‌های سردهٔ لاله است. وطن اصلی این گیاه در آسیای مرکزی است. به دلیل اینکه در هنگام باز شدن کامل، مسطح و ستاره‌ای شکل می‌شوند، و به نیلوفرآبی شباهت پیدا می‌کنند، به این نام خوانده می‌شوند. ارتفاع آن بین ۲۵–۱۵ سانتیمتر است. برگ آن نسبتاً کم عرض و به رنگ سبز مایل به خاکستری است. اوایل بهار می‌روید. رنگ گلبرگ آن کرم و مرکز آن زرد رنگ است. گلبرگ‌ها ستاره‌ای شکل هستند. در سطح خارجی گلبرگ دارای یک سایه به رنگ قرمز است. این گونه در گروه ۱۲ گونه‌های لاله جای دارد. انواع آن به رنگ‌های صورتی، نارنجی و قرمز هستند.

## واریته‌های نمونه
- Concerto (کرم رنگ)
- Fashion  (قرمز و نارنجی)
- Gaiety (سرخ و سفید)
- Giuseppe Verdi (قرمز و کرم متمایل به زرد)
- Heart's Delight  (قرمز و صورتی)
- Johann Strauss  (قرمز و زرد کم رنگ)
- Scarlet Baby  (قرمز)
- Shakespeare (قرمز و نارنجی)
- Showwinner (قرمز)
- Stresa (قرمز و زرد)
- Sweet Lady  (زمینه کرم همراه با رنگ قرمز )
- Tarafa (قرمز و سفید)[۲]

## نگارخانه

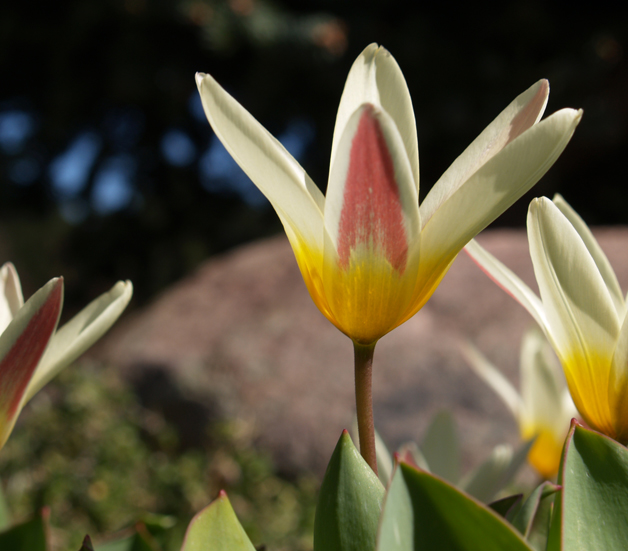
سطح خارجی گلبرگ
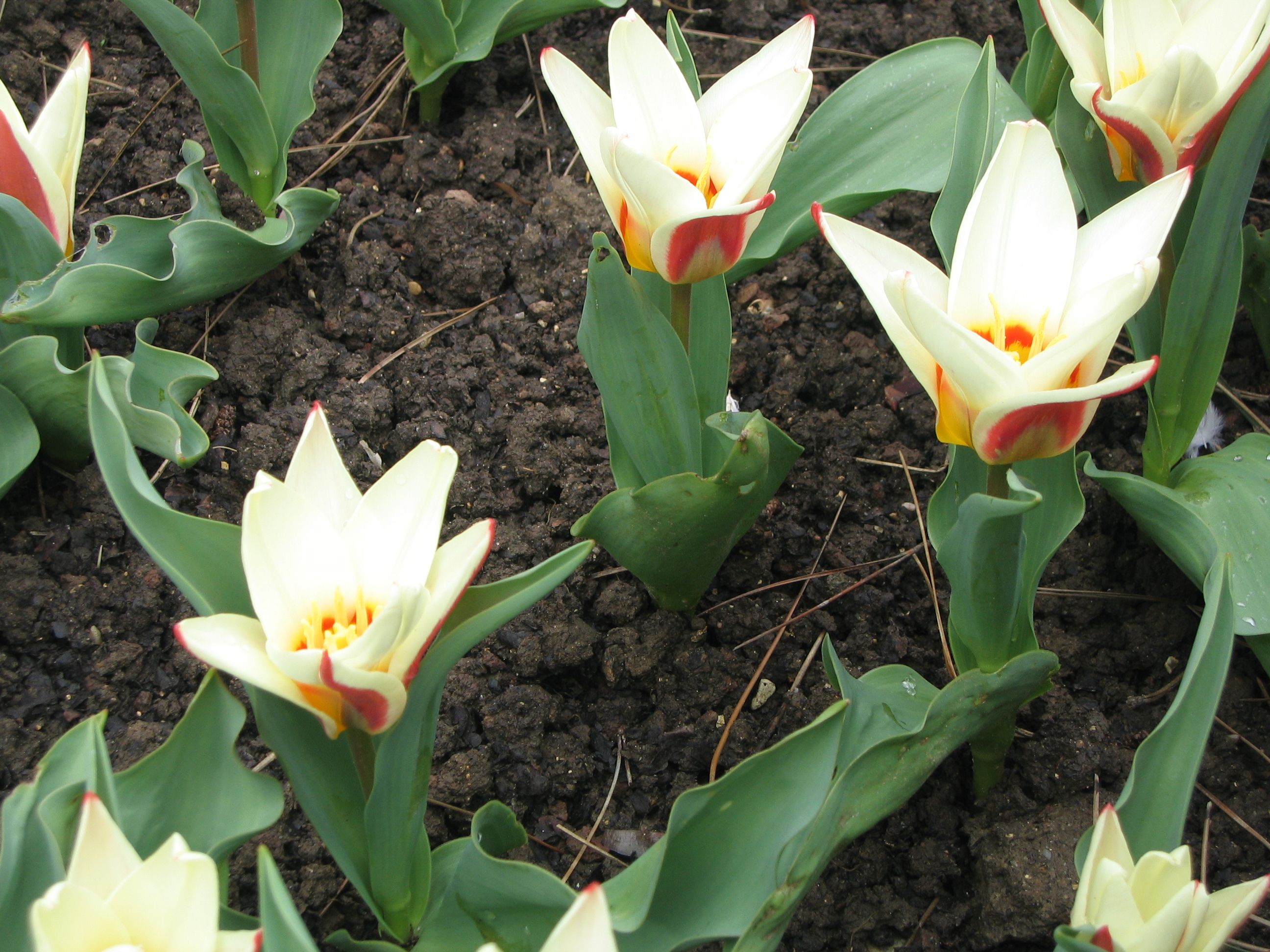